# Słowo kluczowe (językoznawstwo)
Słowo kluczowe, wyraz kluczowy, słowo klucz, wyraz klucz – wyraz charakterystyczny dla danego tekstu, autora, stylu, gatunku. Zestaw takich słów uzyskuje się je przez porównanie frekwencji wyrazów w tekście z ich frekwencją w języku w ogóle. Słowa o „zawyżonej” frekwencji to słowa klucze (na przykład wyrazy klucze w Weselu to serce, dusza, krew, sen, duch, koń, złoty, spać, wicher, słuch). Pojęcie słów kluczy znajduje liczne zastosowania w analizie stylu i poetyki poszczególnych tekstów lub autorów albo epok, a także w lingwistyce komputerowej, między innymi w tłumaczeniu maszynowym i opracowywaniu informacji bibliotecznej (zob. rozumienie bibliotekoznawcze tego terminu). Blisko spokrewnione z pojęciem wyrazu klucza jest pojęcie wyrazu tematycznego.
Oba terminy wprowadził w 1954 roku semiotyk i językoznawca francuski Pierre Guiraud. Na grunt polski pojęcie to przeszczepił Kazimierz Wyka. Metodę słów kluczowych w badaniach nad literatura polską wykorzystuje między innymi Edward Stachurski.